# میوئلا
میوئلا (به اسپانیایی: Moyuela) یک دهستان در اسپانیا است که در استان ساراگوسا واقع شده‌است. میوئلا ۴۲ کیلومتر مربع مساحت و ۳۱۵ نفر جمعیت دارد.